# 에센
에센(독일어: Essen)은 독일 노르트라인베스트팔렌주의 도시로 면적은 210.32km2, 높이는 116m, 인구는 582,624명(2015년 12월 31일 기준), 인구 밀도는 2,800명/km2이다.
루르 지방에 위치한 철강, 석탄 산업의 도시로서 루르강 북안과 접한다. 인근에는 겔젠키르헨, 보훔, 뮐하임안데어루르가 위치한다.

## 역사
845년경에 힐데스하임(Hildesheim)의 알트프리트(Altfrid) 주교에 의해 건설되었다. 852년경부터 870년 사이에 에센 수도원이 건설되었다. 이 수도원은 946년에 일어난 대화재로 인해 소실되었지만 나중에 재건되었다. 898년 문헌에서 처음으로 등장했다.
1003년에는 1,041개의 시장권을 부여받은 도시가 되었다. 신성 로마 제국 시대였던 1377년에는 카를 4세 황제에 의해 제국자유도시 칭호를 받았으며 1354년에는 은 광산이, 1450년에는 석탄 광산이 문을 열었다.
1811년 프리드리히 크루프가 이 곳에 철강 공장을 설립하면서 공업 도시로 성장했다. 특히 19세기에 형성된 탄광 지대인 체체 촐버레인은 에센을 대표하는 산업 유산이다. 제2차 세계 대전 시기였던 1943년 3월 5일부터 3월 6일 사이에 일어난 영국 군대의 대규모 공습으로 인해 파괴되었지만 1951년부터 1958년 사이에 재건되었다. 2010년에는 유럽 문화 수도로 지정되었다.

## 인구
| 연도                                                                            | 인구    | ±%      |
| ------------------------------------------------------------------------------- | ------- | ------- |
| 1816                                                                            | 4,721   | —       |
| 1831                                                                            | 5,460   | +15.7%  |
| 1839                                                                            | 8,813   | +61.4%  |
| 1871                                                                            | 51,513  | +484.5% |
| 1895                                                                            | 96,128  | +86.6%  |
| 1905                                                                            | 231,360 | +140.7% |
| 1919                                                                            | 439,257 | +89.9%  |
| 1925                                                                            | 470,524 | +7.1%   |
| 1935                                                                            | 654,461 | +39.1%  |
| 1939                                                                            | 666,743 | +1.9%   |
| 1950                                                                            | 605,411 | −9.2%   |
| 1961                                                                            | 726,550 | +20.0%  |
| 1970                                                                            | 698,434 | −3.9%   |
| 1987                                                                            | 623,427 | −10.7%  |
| 2001                                                                            | 591,889 | −5.1%   |
| 2011                                                                            | 565,900 | −4.4%   |
| 2017                                                                            | 583,393 | +3.1%   |
| Population size may be affected by changes in administrative divisions. Source: |         |         |

## 기후
| 에센의 기후                                                        | 에센의 기후 | 에센의 기후 | 에센의 기후  | 에센의 기후 | 에센의 기후 | 에센의 기후 | 에센의 기후 | 에센의 기후 | 에센의 기후 | 에센의 기후 | 에센의 기후 | 에센의 기후 | 에센의 기후   |
| 월                                                                 | 1월         | 2월         | 3월          | 4월         | 5월         | 6월         | 7월         | 8월         | 9월         | 10월        | 11월        | 12월        | 연간          |
| ------------------------------------------------------------------ | ----------- | ----------- | ------------ | ----------- | ----------- | ----------- | ----------- | ----------- | ----------- | ----------- | ----------- | ----------- | ------------- |
| 역대 최고 기온 °C (°F)                                             | 13.5 (56.3) | 18.7 (65.7) | 23.2 (73.8)  | 28.9 (84.0) | 29.8 (85.6) | 32.3 (90.1) | 33.5 (92.3) | 34.3 (93.7) | 30.6 (87.1) | 26.1 (79.0) | 19.8 (67.6) | 15.8 (60.4) | 34.3 (93.7)   |
| 일평균 최고 기온 °C (°F)                                           | 5.1 (41.2)  | 6.1 (43.0)  | 10.0 (50.0)  | 14.5 (58.1) | 18.2 (64.8) | 21.1 (70.0) | 23.5 (74.3) | 23.0 (73.4) | 19.0 (66.2) | 14.2 (57.6) | 9.1 (48.4)  | 5.7 (42.3)  | 14.1 (57.4)   |
| 일일 평균 기온 °C (°F)                                             | 2.9 (37.2)  | 3.4 (38.1)  | 6.4 (43.5)   | 10.2 (50.4) | 13.8 (56.8) | 16.6 (61.9) | 18.7 (65.7) | 18.4 (65.1) | 14.9 (58.8) | 10.8 (51.4) | 6.7 (44.1)  | 3.7 (38.7)  | 10.5 (50.9)   |
| 일평균 최저 기온 °C (°F)                                           | 0.6 (33.1)  | 0.8 (33.4)  | 3.1 (37.6)   | 5.9 (42.6)  | 9.2 (48.6)  | 12.0 (53.6) | 14.3 (57.7) | 14.2 (57.6) | 11.3 (52.3) | 7.9 (46.2)  | 4.3 (39.7)  | 1.6 (34.9)  | 7.1 (44.8)    |
| 역대 최저 기온 °C (°F)                                             | −17.1 (1.2) | −15.9 (3.4) | −11.1 (12.0) | −4.6 (23.7) | −0.6 (30.9) | 1.0 (33.8)  | 4.4 (39.9)  | 6.0 (42.8)  | 3.2 (37.8)  | −2.3 (27.9) | −6.7 (19.9) | −16.7 (1.9) | −17.1 (1.2)   |
| 평균 강수량 mm (인치)                                              | 84.8 (3.34) | 66.7 (2.63) | 65.6 (2.58)  | 52.5 (2.07) | 67.0 (2.64) | 79.1 (3.11) | 85.6 (3.37) | 92.2 (3.63) | 74.0 (2.91) | 77.3 (3.04) | 79.4 (3.13) | 94.0 (3.70) | 925.3 (36.43) |
| 평균 강수일수 (≥ 0.1 mm)                                           | 18.6        | 16.1        | 16.4         | 13.3        | 14.3        | 14.5        | 15.2        | 15.3        | 14.8        | 16.3        | 18.6        | 19.9        | 193.1         |
| 평균 상대 습도 (%)                                                 | 84.0        | 80.5        | 74.8         | 68.8        | 69.4        | 71.3        | 70.7        | 71.4        | 77.5        | 81.9        | 85.3        | 86.1        | 76.8          |
| 평균 월간 일조시간                                                 | 55.4        | 72.8        | 125.9        | 172.9       | 204.7       | 197.7       | 208.2       | 193.0       | 149.7       | 109.7       | 60.6        | 45.1        | 1,593.7       |
| 출처: 미국 해양대기청 (평년값: 1991년~2020년, 극값: 1961년~1990년) |             |             |              |             |             |             |             |             |             |             |             |             |               |

## 자매 도시
- 영국 선덜랜드 (1949년)
- 핀란드 탐페레 (1960년)
- 프랑스 그르노블 (1974년)
- 러시아 니즈니노브고로드 (1991년)
- 이스라엘 텔아비브 (1991년)